# Mariusz Ziółkowski (muzyk)
Mariusz Ziółkowski (ur. 21 września 1983 we Włocławku) – gitarzysta basowy zespołów Quidam, Czaqu i After...
Dołączył do zespołu Quidam w lutym 2004, podczas gdy zespół poszukiwał basisty do reaktywacji zespołu. Pierwszą płytę z zespołem Quidam nagrał w czerwcu 2005 (SurREvival), a w listopadzie 2005 nagrał wraz z zespołem After... debiutancką płytę Endless Lunatic.
Studiował filologię angielską. Ojciec syna.

## Sprzęt
- Gitary: Sandberg + Ibanez
- Nagłośnienie: SVT 610HLF + SVT CL

## Dyskografia
Opracowano na podstawie materiału źródłowego:
- Quidam – surREvival (2005)
- After... – Endless Lunatic (2005)
- Quidam – The Fifth Season – Live In Concert
- Quidam – ...bez półPRĄDU...halfPLUGGED... (2006)
- Quidam – Alone Together (2007)
- After... – Hideout (2008)
- Quidam – Strong Together (2010)
- CZAQU – „Generacja Lalek” – utwór „Zadziwiające”. wyd. SP RECORDS, 2014.